# Halton Holegate
Halton Holegate is een civil parish in het bestuurlijke gebied East Lindsey, in het Engelse graafschap Lincolnshire. In 2001 telde het dorp 427 inwoners. Halton Holegate komt in het Domesday Book (1086) voor als 'Haltun'.